# Ulricehamn (Gemeinde)
Koordinaten: 57° 48′ N, 13° 25′ O

Ulricehamn ist eine Gemeinde (schwedisch kommun) in der schwedischen Provinz Västra Götalands län und der historischen Provinz Västergötland. Der Hauptort der Gemeinde ist Ulricehamn.